# Cynthia Long Westfall
Cynthia Long Westfall (12 de setembro de 1953) é uma historiadora e acadêmica de estudos bíblicos americana. Ela é professora de Novo Testamento no McMaster Divinity College. Destaca-se por suas publicações sobre análise de discurso e gênero na Bíblia; ela defende uma visão igualitária na interpretação dos escritos paulinos.

## Carreira e prêmios
Cynthia formou-se em história (Bacharelado de Artes) na Universidade Biola em 1975; obteve mestrado em história pela Universidade do Norte do Arizona; Mestrado em Divindade pelo Denver Seminary (1993); e PhD pela Universidade de Surrey.
Em 2017, recebeu o Lifetime Achievement Award pela Christians for Biblical Equality. No mesmo ano, seu livro Paul and Gender: Reclaiming the Apostle’s Vision for Men and Women in Christ recebeu um Award of Merity pelas premiações de livros (edição 2018) da Christianity Today.

## Publicações
Em 2005, ela publicou A Discourse Analysis of the Letter to the Hebrews: The Relationship between Form and Meaning, em que utiliza o modelo da linguística sistêmico-funcional de Halliday para analisar o discurso da Epístola aos Hebreus. Em 2016, publicou Paul and Gender: Reclaiming the Apostle’s Vision for Men and Women in Christ, considerado notório por abranger as questões de hermenêutica e textos relevantes sobre gênero (particularmente sobre as mulheres) no corpus paulino.